# Tito Malcolm
Ernesto Antonio Malcolm Robinson, detto Tito (Panama, 15 luglio 1956), è un ex cestista panamense.

## Carriera
È stato selezionato dai Boston Celtics al terzo giro del Draft NBA 1979 (61ª scelta assoluta).
Con Panama ha disputato due edizioni dei Campionati mondiali (1982, 1986).